# 김두현 (희극인)
김두현(1989년 2월 28일 ~ )은 대한민국의 희극 배우이다.

## 학력
선문대학교 전자공학과 학사

## 방송
- KBS 개그콘서트

## 웹드라마
- 2025년 내가 다른 여자와 바람을 폈다